# David Nie
David „Dave“ Nie (* 29. Dezember 1940 in Bentley (Hampshire)) ist ein ehemaliger britischer Radrennfahrer und nationaler Meister im Radsport.

## Sportliche Laufbahn
Nie war ein Allrounder, der sowohl im Straßenradsport, im Bahnradsport und in Querfeldeinrennen eine Vielzahl an Siegen errang.
1971 gewann er bei den nationalen Meisterschaften im Bahnradsport den Titel im Zweier-Mannschaftsfahren mit Geoff Wiles als Partner. 
1965 gewann er mit dem Grand Prix of Essex eines der bedeutendsten britischen Eintagesrennen für Amateure. 1967 wurde er in diesem Rennen Zweiter hinter John Bettinson und 1968 erneut Zweiter. Die Internationale Friedensfahrt bestritt er 1965 mit seinem Landsmann John Clarey in einem internationalen Team. Er schied während der Rundfahrt aus. 1966 startete er im Straßenrennen der Commonwealth Games und belegte den 8. Platz. 
Nie war auch im Querfeldeinrennen erfolgreich. Er startete bei den UCI-Weltmeisterschaften 1966 und wurde dabei 27.
Von 1968 bis 1974 fuhr er als Berufsfahrer für die britischen Radsportteams Clive Stuart und Holdsworth-Campagnolo. 1969 wurde er Vize-Meister im Straßenrennen der Profis. 
1969 startete er im Straßenrennen der UCI-Straßenweltmeisterschaften, schied jedoch aus.